# Radu Sîrbu
Radu Sîrbu (ismert még Radu Sârbu, RadU és Picasso néven is) (Peresecina, Moldova, Szovjetunió, 1978. december 14. –) moldáv énekes. A moldáv O-Zone trió egykori tagja. Jelenleg Bukarestben, Romániában él.

## Diszkográfia

### Albumok

#### Alone
- "Whappa" - 3:26
- "Perfect Body" - 3:16
- "Tu nu" - 3:30
- "Ya Proshu" - 4:23
- "Zâmbeşti cu mine (feat. Anastasia-Dalia)" - 3:29
- "Fly" - 3:58
- "Sună Seara" - 3:22
- "Leave me Alone" - (4.30)
- "Whap-pa (English version)" - 3:29
- "Whap-pa (RMX Radu)" - 3:35
- "Doi Străini" 3:51

##### Heartbeat
- "Heartbeat"
- "Love is not a reason to cry"
- "Stop hating me"
- "Doare"
- "Don't be afraid"
- "Nu uita"
- "She is the best song I ever wrote"
- "Iubirea ca un drog"
- "Daun-Daha (save my life)"
- "It's too late"
- "Monalisa"
- "Love is not a reason to cry-club remix"
- "Love is not a reason to cry-radio remix"

### Szólók
- "Mix Dojdi" (1995)
- "Dulce" (featuring DJ Mahay) (2005)
- "Whap-Pa" (2006)
- "Doi Străini" (2006)
- "July" (featuring Arsenium) (2007)
- "Iubirea ca un drog" (2007)
- "Daun Daha" (2007)
- "Love Is Not A Reason To Cry" (March 2008) (MR & MS)
- "In One" (2008) (MR & MS)
- "Single Lady" (2009) (Dj Layla)
- "City Of Sleeping Hearts" (2010) (DJ Layla)
- "Emotion" (2011) (Sianna)
- "Broken Heart" (feat. Sianna), 2012
- "Rain Falling Down" (feat. Sianna), 2013
- "Dynamite" (2014) (Liza Fox)

## Fordítás
- Ez a szócikk részben vagy egészben  a   Radu_Sîrbu című angol Wikipédia-szócikk ezen változatának fordításán alapul.  Az eredeti cikk szerkesztőit annak laptörténete sorolja fel. Ez a jelzés csupán a megfogalmazás eredetét és a szerzői jogokat jelzi, nem szolgál a cikkben szereplő információk forrásmegjelöléseként.